# Carex dailingensis
Carex dailingensis là một loài thực vật có hoa trong họ Cói. Loài này được Y.L.Chou mô tả khoa học đầu tiên năm 1979.